# Slät barkskinnbagge
Slät barkskinnbagge (Aradus laeviusculus) är en insektsart som beskrevs av Reuter 1875. Slät barkskinnbagge ingår i släktet Aradus, och familjen barkskinnbaggar. Enligt den finländska rödlistan är arten nära hotad i Finland. Enligt den svenska rödlistan är arten starkt hotad i Sverige. Arten förekommer i Götaland, Svealand, Nedre Norrland och Övre Norrland. Artens livsmiljö är skogsbrandfält och andra naturliga tidiga succesionsstadier.